# Kim (nom de famille)
Pour les articles homonymes, voir Kim.
Cette page présente le nom de famille Kim ainsi que ses variantes.
 (juin 2018).
Si vous disposez d'ouvrages ou d'articles de référence ou si vous connaissez des sites web de qualité traitant du thème abordé ici, merci de compléter l'article en donnant les références utiles à sa vérifiabilité et en les liant à la section « Notes et références ».
Kim, ou Gim, (hangeul : 김, /kim/) est le nom de famille coréen le plus courant dans la péninsule de Corée. En 2015, il était porté par approximativement 20 % de la population sud-coréenne, suivi par Lee et Park. En 2000, il était porté par 21,6 % de cette population, soit 9,93 millions de personnes. Écrit 金 en caractères chinois (hanja), ce nom signifie « or » et correspond au nom Jin (en) en mandarin.
Les Kim se répartissent en 348 lignées chacune originaire d'un progéniteur différent et formant autant de clans. Jusqu’au XXe siècle, la loi coréenne interdisait à deux membres du même clan de se marier entre eux. Chaque clan est nommé d'après le lieu d'origine de son progéniteur.

## Clans

Cachet de la famille des Kim de Gimhae.

Gimhae
Les Kim de Gimhae (김해 김씨, 金海 金氏) représentent le clan le plus nombreux. Ils étaient 4 456 700 en 2015 en Corée du Sud. Ils retracent leur lignée jusqu'au roi Suro, le fondateur du royaume de Geumgwan Gaya en 48 ap. J.-C. qui avait épousé Heo Hwang-ok, une princesse originaire d’Ayuta dans le Sud de l’Inde, et qui avait eu dix enfants.
Les rois de Geumgwan Gaya et le général Kim Yusin font donc partie de leurs ancêtres.
Gyeongju

Cachet de la famille des Kim de Gyeongju.

Avec 1 800 853 membres en 2015 en Corée du Sud, les Kim de Gyeongju, ou Kyŏngju Kim (경주 김씨, 慶州 金氏) forment le deuxième clan le plus nombreux dans ce pays. Il est dit qu'ils descendent de Kim Alji (en), le fils adoptif du roi Talhae de Silla (r. 57-80), et donc de la lignée des rois de Silla à partir de Michu.
Font notamment partie de ce clan Kim Busik (1075-1151), le rédacteur de la Chronique des trois royaumes et la reine Inwon (1687-1757).

Cachet de la famille des Kim de Gwangsan.

Gwangsan
Les Kim de Gwangsan, (광산 김씨, 光山 金氏) comptaient 926 316 membres en 2015 en Corée du Sud. Ils descendent de Heung Gwang, le troisième fils du roi Sinmu de Silla (r.839).
Andong
Les Kim d'Andong (안동 김씨, 安東 金氏) se répartissent entre deux branches, le vieux clan (Gu, 구 안동 김씨) qui comptait 425 264 membres en 2000 en Corée du Sud, et le nouveau clan (Sin, 신 안동 김씨) qui comptait 47 702 membres à la même époque.
Le vieux clan représente donc la 18e plus grande famille en Corée du Sud par nombre de représentants. Il est issu de Sukseung, le deuxième fils de Kim Eun-yeol est donc le petit-fils du roi Gyeongsun (r. 927-935), le dernier roi de Silla.
Le nouveau clan descend de Kim Seonpyeong, un personnage qui a vécu au Xe siècle. Ce clan résidait à Séoul et est connu pour avoir exercé une grande influence sur la famille royale au temps de la dynastie Joseon, en particulier à travers une politique de mariages. Il a notamment fourni les reines Sunwon et Cheorin. La puissance de ce clan a été réduite en grande partie sous la régence du Daewongun (r.1863-1873)
Paektu
Les Kim de Paektu représentent les membres de la dynastie Kim régnant la Corée du Nord. Son leader actuel est Kim Jong-un.
Principaux clans remontant à la période de Silla unifié
- Kim de Gimnyeong (le nouveau clan des Kim de Gimhae), descendants de Kim Si-heung (ko), 513 015 personnes.
- Kim d'Uiseong, descendants de Kim Seok, 253 309 personnes.
- Kim de Gangneung, descendants de Kim Ju-won (en), 179 593 personnes.
- Kim de Seonsan, descendants de Kim Seon-gung (ko), 109 682 personnes.
- Kim de Cheongpung, descendants de Kim Dae-yu, 94 468 personnes.
- Kim de Samcheok, descendants de Kim Chu, 79 985 personnes.
- Kim de Suncheon, descendants de Kim Chong, 62 916 personnes.
- Kim de Jeonju, descendants de Kim Taeseo, 57 979 personnes.
- Kim de Buan, descendants de Kim Il (ko), 56 318 personnes.
- Kim de Naju, descendants de Kim Un-bal, 46 420 personnes.
- Kim d'Eonyang, descendants de Kim Seon, 38 383 personnes.
- Kim d'Ulsan, descendants de Kim Deok-ji (ko), 36 225 personnes.